# Chelonus triquetrus
Chelonus triquetrus är en stekelart som beskrevs av Papp 1992. Chelonus triquetrus ingår i släktet Chelonus och familjen bracksteklar. Inga underarter finns listade i Catalogue of Life.